# Sankt Mikaels kyrka, Ängelholm
Sankt Mikaels kyrka i Ängelholm är en samarbetskyrka mellan Evangeliska Fosterlandsstiftelsen (EFS) och Ängelholms församling och tillhör sålunda Svenska kyrkan. Kyrkan ligger i södra delen av Ängelholm.

## Kyrkobyggnaden
Kyrkan invigdes Palmsöndagen den 23 mars 1997 av domprost Anders Svenningsen. Kyrkan är ritad av arkitekten Pontus Möller.
Namnet kommer från ärkeängeln Mikael. Eftersom Ängelholm har en ängel i sitt stadsvapen ansågs det lämpligt att en ängel också fick ge namn åt kyrkan.
I samma byggnad finns förutom kyrkorum även kök, café, kontor, ett kyrktorg, samt lokaler för barn- och ungdomsverksamhet.
I altarväggen finns fyra tegelstenar inmurade som kommer från EFS-kyrkan i Ängelholm, Höja kyrka, Rebbelberga kyrka, samt Ängelholms kyrka. Altaret utgör kyrkans centrum. Därifrån sprids ordet som ringar på vattnet. Dessa ringar avtecknar sig i golvbeläggningen och utanför byggnaden förs det vidare i markbeläggningen, trädplanteringen och bort till parkeringsplatserna.

## Inventarier
Bakom altaret hänger ett kors som är tillverkat av en 7 200 år gammal ekstock som påträffades i Rönneå i samband med bygget av Sockerbruksbron i Ängelholm. Även dopfunten är tillverkad av virke från denna ek. Såväl altare, kors som dopfunt är ritade av arkitekten Pontus Möller.